# 케니 로젠버그
케네스 로젠버그(Kenneth Rosenberg, 1995년 7월 9일 ~ )는 미국의 야구 선수이자, 전 KBO 리그 키움 히어로즈의 투수이다.

## 미국 프로야구 시절
2016년에 탬파베이 레이스에 입단하였다.

## 한국 프로야구 시절

### 키움 히어로즈시절
2025년에 엔마누엘 데 헤수스를 대체할 외국인 투수로 영입되었다.